# Rhynchalastor baidoensis
Rhynchalastor baidoensis är en stekelart som först beskrevs av Giordani Soika 1944.  Rhynchalastor baidoensis ingår i släktet Rhynchalastor och familjen Eumenidae. Inga underarter finns listade i Catalogue of Life.